# George Osodi
George Osodi (* 1974 in Lagos) ist ein nigerianischer Fotograf. Nachdem er erst als Pressefotograf arbeitete, ist Osodi seit Mitte der 2000er Jahre auch in der internationalen Kunstwelt erfolgreich.

## Leben
George Osodi wuchs in Ogwashi-Uku auf, einer Stadt im Delta State Nigerias. Er studierte Business Administration am Yaba College of Technology in Yaba, einem Vorort von Lagos, und arbeitete danach für kurze Zeit als Buchhalter für die nigerianische Bank SGBN. Von 1999 bis 2002 war Osodi Pressefotograf für die inzwischen eingestellte Zeitung The Comet in Lagos. 2002 wechselte er zur Nachrichtenagentur Associated Press. Seine Fotografien sind in Publikationen wie der New York Times, dem Time Magazine, und im Spiegel erschienen. 2004 wurde er mit dem ersten Preis im Wettbewerb Fujifilm African Photojournalist of the Year ausgezeichnet.
Die Arbeiten von Osodi sind zwischen kritischer Reportagefotografie und künstlerischer Dokumentarfotografie angesiedelt. Seine Sujets sind meist die soziale, ökonomische und ökologische Ausbeutung von Mensch und Natur im Niger-Delta. Er arbeitet in Farbe. Osodi lebt und arbeitet in Lagos.

„I have always seen photography as an instrument for communication and change and because I am a realist, I prefer to work with colours. With photography, the real subjects are recorded with such unsurpassed precision. I am always with my camera purposely to record every moment of interest.“

## Ausstellungen

### Einzelausstellungen (Auswahl)
- 2008: Paradise Lost, Centre for Contemporary Art, Lagos.[3]
- 2007: George Osodi: Lagos Uncelebrated, Goethe-Institut Lagos.[4]
- 2004: Living The Highlife, British Council, NIMBUS Art Centre, Lagos.

### Teilnahme an Gruppenausstellungen (Auswahl)
- 2011: Die Kunst der Entschleunigung. Bewegung und Ruhe in der Kunst von Caspar David Friedrich bis Ai Weiwei, mit einer Auswahl von 30 Farbfotografien aus der Serie Lagos Uncelebrated, 2004–2007, präsentiert als Diashow auf 5 Monitoren. Kunstmuseum Wolfsburg.[5]
- 2008: Fragile Democracy – new international photography. Northern Gallery for Contemporary Art, Sunderland.[6]
- 2007: documenta 12, Kassel. Gezeigt wurde die Arbeit Oil Rich Niger Delta – Fotografie 2003–2007.[7]
- 2006: Nigeria Eviction, Amnesty International, gezeigt in Abuja und in London.
- 2004–2005: STADTanSICHTen Lagos, ifa-Galerien, Berlin und Stuttgart.[8]